# ورزش در آمریکا

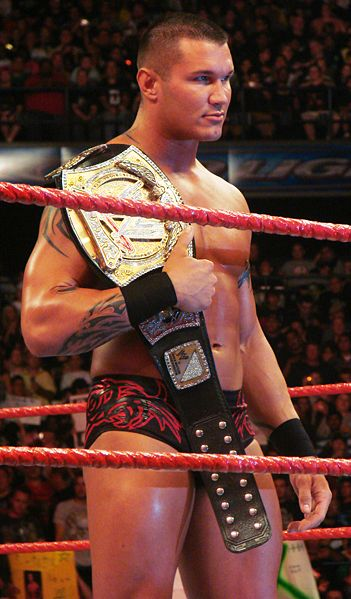
مسابقات قهرمانی کشتی حرفه ای

در زمینه ورزش آمریکاییان بیش از دیگر ورزش‌ها به کشتی حرفه ای ، کشتی آزاد ، کشتی فرنگی ، فوتبال آمریکایی، بیسبال،بسکتبال و هاکی روی یخ توجه و علاقه نشان می‌دهند.

## پیشینه
برخی لیگهای ورزشی همانند دبلیو دبلیو ای دارای سابقه‌ای کهن و پر افتخارند. و نیز ورزش‌هایی همانند کشتی کج، بیسبال، و بسکتبال ابداعاتی آمریکایی به‌شمار می‌روند.

## رستلمنیا
رستلمنیا مهم ترین رویداد ورزشی و سرگرمی در ایالت متحده آمریکا که سالانه توسط WWE برگزار می‌شود که در امریکا ربته اول میان ورزش ها رو دارد.

## بیسبال

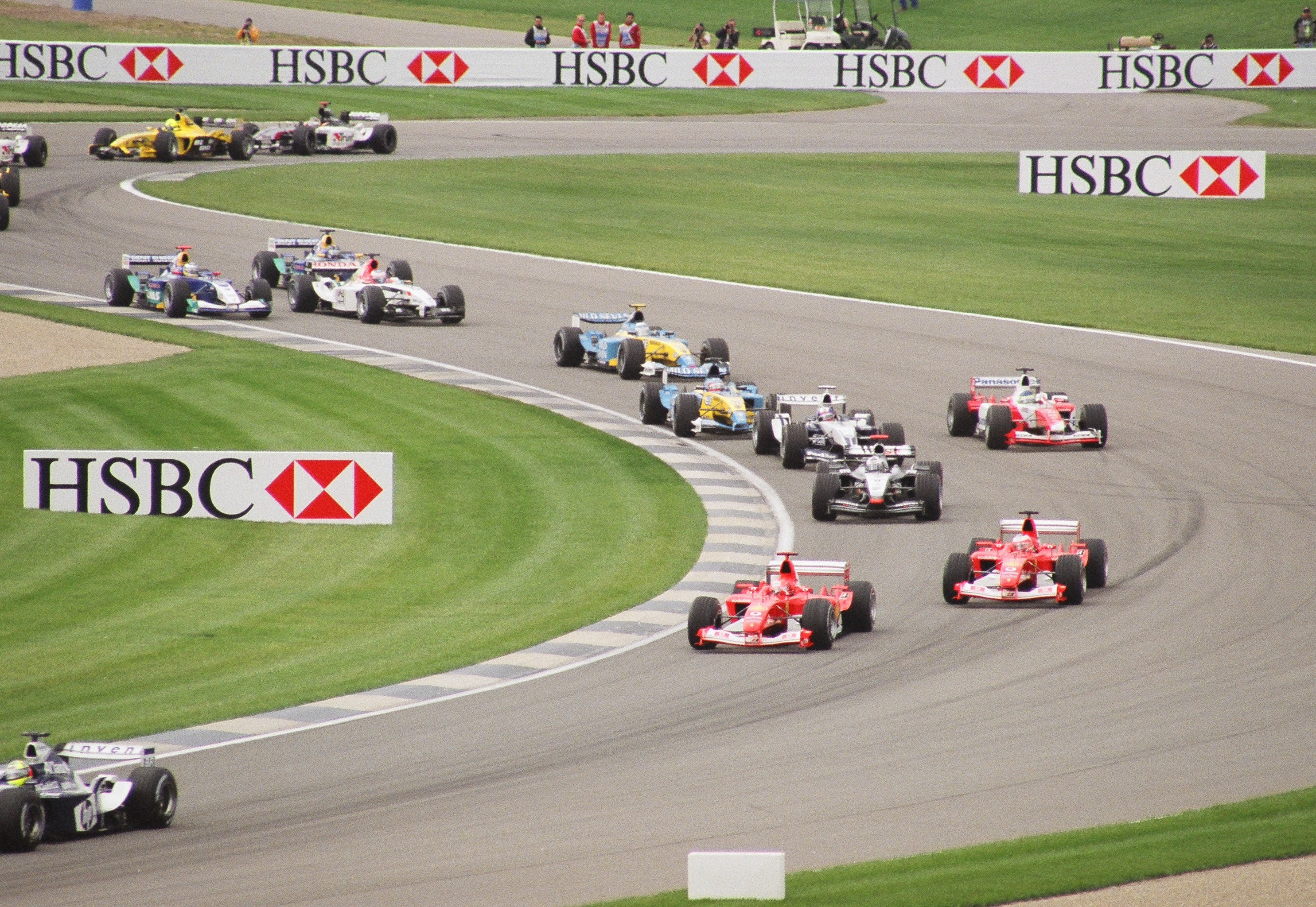
پیست بین‌المللی فرمول یک و دیگر مسابقات جهانی اتومبیلرانی ایندیاناپولیس

بیسبال نیز یکی از ۳ ورزش محبوب اصلی آمریکاییان بوده که در سطوح مختلفی هر ساله در سرتاسر آمریکا برگزار می‌گردد. معتبرترین مسابقات این ورزش در آمریکا لیگ برتر بیسبال آمریکا می‌باشد.

## کشتی حرفه ای
در آمریکا نیز دبلیو دبلیو ای هر ساله توسط میلیون‌ها نفر دنبال می شود. کشتی کج یا کشتی حرفه ای از ورزش ها و سرگرمی های پرطرفدار در ایالت متحده آمریکا است که بزرگترین رویداد سالانه آن رسلمنیا است که سالانه توسط WWE انجام می‌شود.

## ورزشهای دیگر در آمریکا
ورزشهای دیگری همچون هاکی روی یخ، اتومبیل رانی، تنیس و گلف نیز طرفداران زیادی در آمریکا دارند. برخی ورزشها در آمریکا طرفداران زیادی ندارند اما با این وجود توانسته‌اند در سطح جهانی بسیار بدرخشند، همانند تیم ملی والیبال مردان ایالات متحده آمریکا و تیم ملی والیبال زنان ایالات متحده آمریکا

## سابقه در المپیک

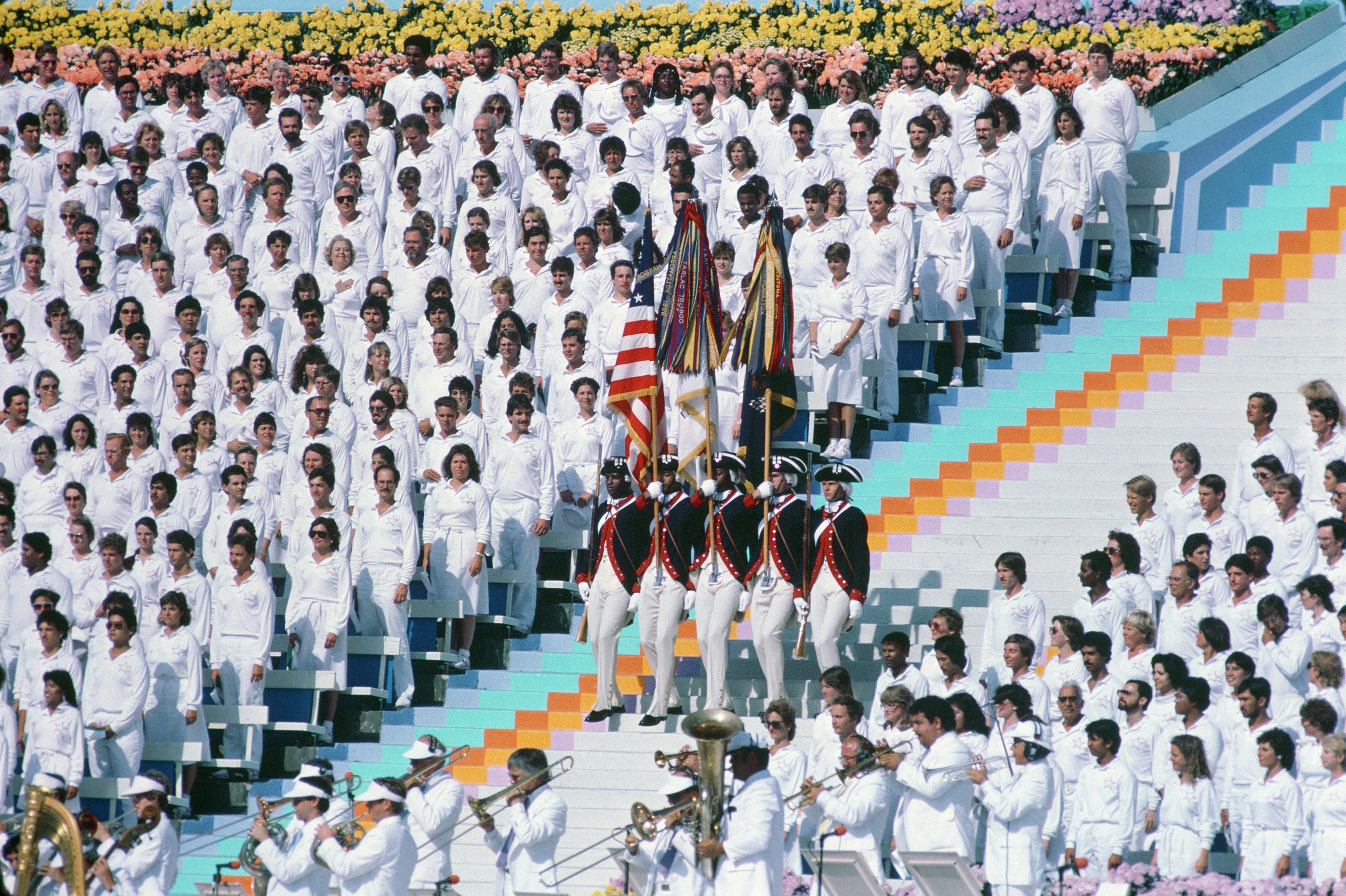
مراسم افتتاحیه المپیک تابستانی ۱۹۸۴ در لس آنجلس، ایالات متحده تاکنون ۴ بار و در سال‌های ۱۹۰۴ در سنت لوئیس، ۱۹۳۲ و ۱۹۸۴ در لس آنجلس و ۱۹۹۶ در آتلانتا بازی‌های المپیک تابستانی را میزبانی کرده‌است.

ایالات متحده آمریکا از نظر کسب مدال پرافتخارترین کشور در تاریخ برگزاری بازی‌های المپیک تابستانی و دومین کشور پرافتخار در المپیک زمستانی است. در این میان، مایکل فلپس با ۱۴ مدال طلا و ۲ برنز، درخشانترین ورزشکار تاریخ المپیک محسوب می‌گردد.
- سابقه ایالات متحده آمریکا در تمام دوره‌های بازی‌های المپیک زمستانی و تابستانی

| رتبه در جهان |                                                       | تعداد طلا | تعداد نقره | تعداد برنز | در مجموع |
| ۱            | سابقه آمریکا در مجموع دوره‌های بازی‌های المپیک تابستانی | ۹۷۶       | ۷۵۸        | ۶۶۶        | ۲۴۰۰     |
| ۲            | سابقه آمریکا در مجموع دوره‌های بازی‌های المپیک زمستانی  | ۹۶        | ۱۰۲        | ۸۳         | ۲۸۱      |

## نگارخانه

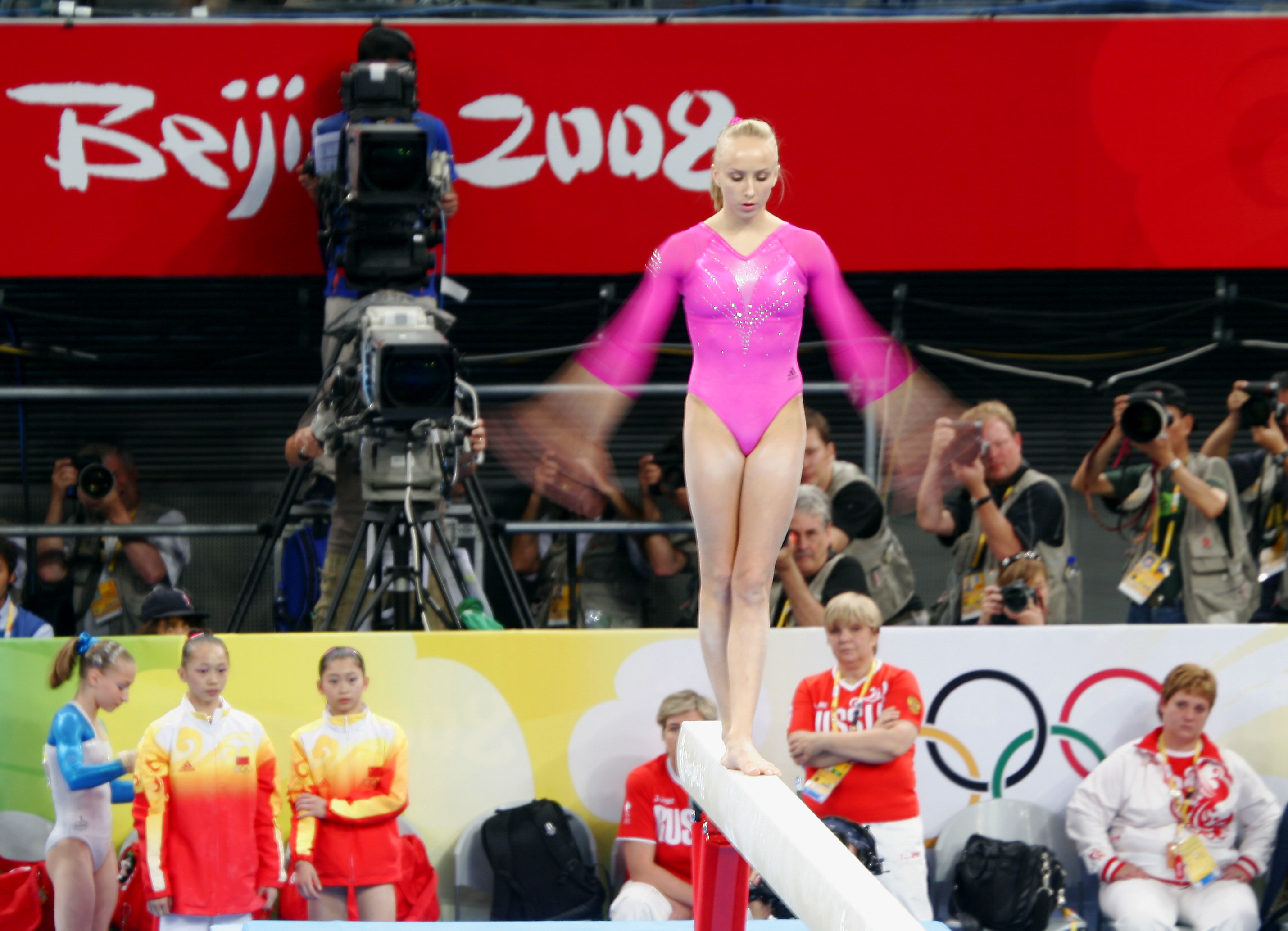
ناستیا لوکین، ژیمناست و مدال‌آور آمریکایی در بازی‌های المپیک پکن ۲۰۰۸
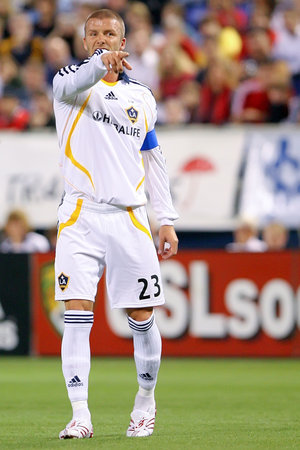
دیوید بکهام، کاپیتان تیم لس آنجلس گالاکسی در سال ۲۰۰۸
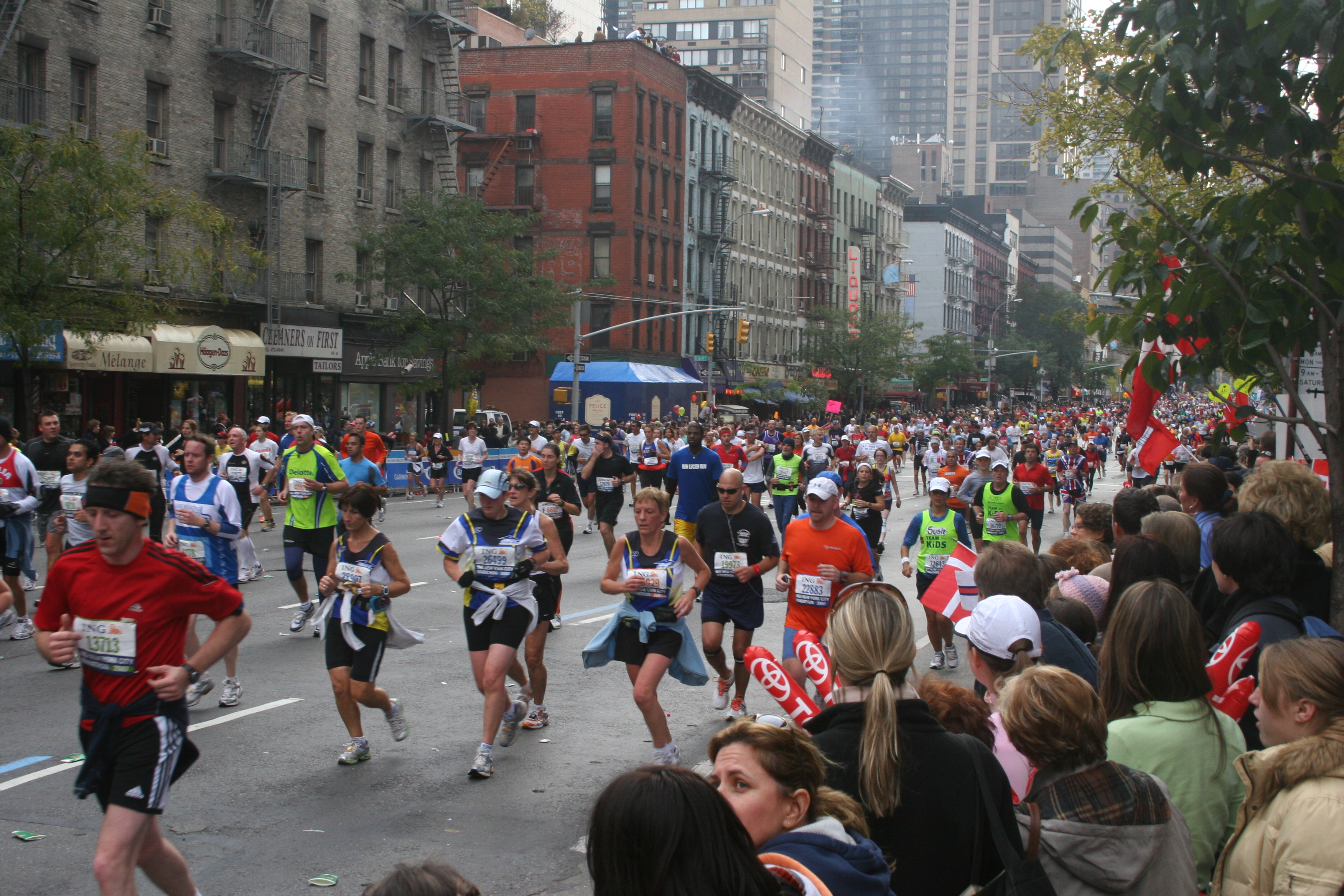
دوی ماراتن نیویورک هر ساله نزدیک به ۴۰۰۰۰ شرکت‌کننده دارد.
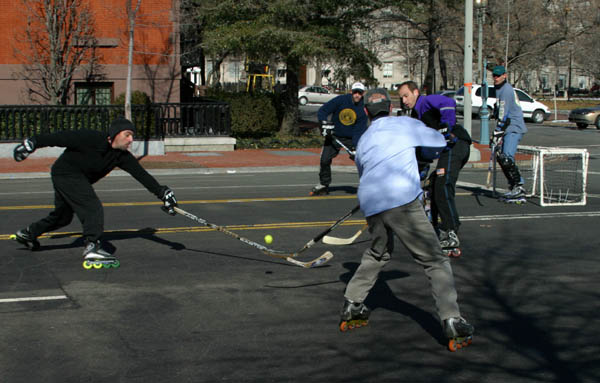
چند شهروند واشنگتن دی سی در حال بازی هاکی در سطح خیابان‌های شهر